# Kujawy (Kierz)
Kujawy – część wsi Kierz, w województwie lubelskim, powiecie lubelskim, gminie Bełżyce.
W latach 1975–1998 miejscowość należała administracyjnie do województwa lubelskiego.